# 下刈り
下刈り（したがり）は、人工林林業で必要となる施業の一つ。下草刈り（しもくさがり）ともいう。目的の樹種の成長を促すために、周囲の雑草、雑木を物理的に除去する行為であるため、単純な草刈りとは区別される。

## 概要
植栽直後の林地（森林）では、植栽木（幼樹）と雑草・雑木による生存競争が生じる。植栽木は雑草木と比べて成長が遅いため、下刈りを行わないと雑草・雑木に被圧され衰退することから、人間が下刈りを行い介入して雑草・雑木を刈り取る必要が生じる。下刈りの形状は、地域ごとの温度や季節風の強さ、斜面の状況や必要となる労力に応じて、全（面）刈り、筋刈り、坪刈りが選択される。下刈りの回数は、植栽木が雑草よりも高くなるまで必要な回数（年）が行われる。
多くの人手を要するため、コスト的にも人材確保の面でも下刈りの回数を減らすことは林業経営上の課題となっており、様々な取組みがなされている。

## 器具
- 下刈鎌
- 刈払い機